# Ranemsletta
Ranemsletta är en tätort och kyrkby som utgör centralort i Overhalla kommun i Trøndelag fylke i mellersta Norge. Orten ligger vid fylkesväg 17 och älven Namsen. Den numera nedlagda Namsosbanan passerar även orten. Här finns Ranems kyrka.